# U 25 (U-Boot, 1936)
U 25 war ein deutsches U-Boot vom Typ I A, das im Zweiten Weltkrieg von der Kriegsmarine eingesetzt wurde.

## Geschichte
Der Auftrag für das Boot wurde am 17. Dezember 1934 an die AG Weser in Bremen vergeben. Die Kiellegung erfolgte am 28. Juni 1935, der Stapellauf am 14. Februar 1936, die Indienststellung unter Kapitänleutnant Eberhard Godt am 6. April 1936.
Nach der Indienststellung gehörte das Boot bis August 1939 als Einsatzboot zur U-Flottille „Saltzwedel“ in Wilhelmshaven bzw. als Schulboot zur U-Boots-Schulflottille. Ab Kriegsbeginn im September 1939 war es wieder als Frontboot in der U-Flottille „Saltzwedel“ eingesetzt. Bei der Neugliederung der U-Flottillen kam das Boot am 1. Januar 1940 zur 2. U-Flottille in Wilhelmshaven, bei der es bis zu seinem Verschwinden im August 1940 diente.
U 25 unternahm fünf Feindfahrten, auf denen es acht Schiffe mit einer Gesamttonnage von 50.255 BRT versenkte.

## Einsatzstatistik

### Erste Feindfahrt
Das Boot lief am 18. Oktober 1939 um 13:20 Uhr von Wilhelmshaven aus und am 13. November 1939 um 14:20 Uhr wieder dort ein. Auf dieser 27 Tage dauernden Unternehmung im Nordatlantik und der Biscaya wurde ein Schiff mit 5.874 BRT versenkt.
- 31. Oktober 1939: Versenkung des französischen Dampfers Baoulé (Lage) mit 5.874 BRT. Der Dampfer wurde durch einen G7e-Torpedo versenkt. Er hatte Kaffee, Kakao, Gummi usw. geladen und befand sich auf dem Weg von Kribi nach Bordeaux. Das Schiff gehörte zum Konvoi K-20.

### Zweite Feindfahrt
Das Boot lief am 13. Januar 1940 um 1:34 Uhr von Wilhelmshaven aus und am 19. Februar 1940 um 14:20 Uhr wieder dort ein. Auf dieser 38 Tage dauernden Unternehmung im Nordatlantik wurden sechs Schiffe mit zusammen 27.335 BRT versenkt.
- 17. Januar 1940: Versenkung des britischen Dampfers Polzella mit 4.751 BRT. Der Dampfer wurde durch einen Torpedo versenkt. Er hatte Eisenerz geladen und befand sich auf dem Weg von Narvik nach Middlesbrough. Es war ein Totalverlust mit 36 Toten.
- 17. Januar 1940: Versenkung des norwegischen Dampfers Enid mit 1.140 BRT. Der Dampfer wurde mit Artillerie und einem Torpedo versenkt. Er hatte Holzschliff geladen und befand sich auf dem Weg von Trondheim nach Dublin. Es gab keine Verluste.
- 18. Januar 1940: Versenkung des schwedischen Motorschiffs Pajala (Lage) mit 6.873 BRT. Das Schiff wurde durch zwei Torpedos versenkt. Es hatte 9.150 t Getreide und Viehfutter geladen und befand sich auf dem Weg nach Göteborg. Es gab keine Verluste.
- 22. Januar 1940: Versenkung des norwegischen Dampfers Songa mit 2.589 BRT. Der Dampfer wurde durch einen Torpedo versenkt. Er hatte Kupfer, Zinn und Baumwolle geladen und befand sich auf dem Weg von Philadelphia und Rotterdam nach Antwerpen. Es gab keine Verluste.
- 3. Februar 1940: Versenkung des britischen Dampfers Armanistan (Lage) mit 6.805 BRT. Der Dampfer wurde durch einen Torpedo versenkt. Er hatte 8.300 t Frachtgut geladen, inklusive Zucker, Zink, Chemische Produkte sowie Eisenbahnschienen, er befand sich auf dem Weg von Antwerpen nach Basra. Das Schiff gehörte zum Konvoi OG-16 mit 37 Schiffen. Es gab keine Verluste.
- 13. Februar 1940: Versenkung des dänischen Tankers Chastine Mærsk (Lage) mit 5.177 BRT. Der Tanker wurde durch einen Torpedo und Artillerie versenkt. Er hatte Phosphat geladen und war auf dem Weg nach Kalundborg.

### Dritte Feindfahrt
Das Boot lief am 3. April 1940 um 13:25 Uhr von Wilhelmshaven zum Unternehmen Weserübung aus und am 6. Mai 1940 um 21:15 Uhr wieder dort ein. Auf dieser 34 Tage dauernden Unternehmung im Nordmeer, bei Narvik und im Westfjord wurden keine Schiffe versenkt oder beschädigt.

### Vierte Feindfahrt
Das Boot lief am 8. Juni 1940 um 12:00 Uhr von Wilhelmshaven aus und am 29. Juni 1940 um 20:00 Uhr wieder dort ein. Auf dieser 22 Tage dauernden und zirka 4.270 sm über und 139 sm unter Wasser langen Unternehmung im Nordatlantik und der Biscaya wurde ein Hilfskreuzer mit 17.046 BRT versenkt und ein Schiff mit 7.638 BRT beschädigt.
- 13. Juni 1940: Versenkung des britischen Hilfskreuzers HMS Scotstoun (Lage) mit 17.046 BRT. Der Hilfskreuzer wurde durch zwei G7a-Torpedos versenkt. Es gab sechs Tote und 344 Überlebende.
- 19. Juni 1940: Beschädigung des französischen Tankers Brumaire mit 7.638 BRT. Der Tanker wurde durch einen G7e-Torpedo beschädigt und am 20. Juni 1940 von deutschen Flugzeugen versenkt.

### Fünfte Feindfahrt und Verbleib
Das Boot lief am 1. August 1940 um 8:00 Uhr von Wilhelmshaven aus und wird seitdem vermisst. U 37 hörte am 2. August 1940 um 15:17 Uhr eine entfernte Detonation. Man geht davon aus, dass U 25 nördlich von Terschelling, etwa an der Position 54° 14′ N, 5° 7′ O im Marine-Planquadrat AN 6941, auf eine Mine lief und sofort mit allen 49 Besatzungsmitgliedern an Bord sank. Ob es sich hierbei um eine eigene oder eine feindliche Mine handelte, ist bis heute unklar.
U 25 verlor während seiner Dienstzeit vor dem Untergang ein Besatzungsmitglied.